# Аварім
Аварім (הָרֵי הָעֲבָרִיםab, '-a-rim, a-ba'-rim (`abharim)) — місцевості по ту сторону, тобто на схід, від Йордану, гора, чи, скоріше, гірський хребет протилежно далі Єрихону, на схід — південний схід від Мертвого моря, у землі Моава. З «вершини Пізга», тобто гори Нево, однієї з вершин Аваріму, Мойсей оглянув Обіцяну Землю (Второзаконня 3:27; 32:49), і там же він і помер (34:1,5). Ізраільтяни якийсь час стояли табором у горах Аваріму (Числа 33:47,48) після переходу через Арнон.

## Джерело
- Біблійний словник Істона